# Antoine Lahd
Antoine Lahad (1927-París, 10 de septiembre de 2015), fue el líder del Ejército del Sur del Líbano  desde 1984 cuando su creador Saad Haddad murió; hasta el 2000, año en que el ejército se retiró del Sur de Líbano y se disolvió. Nacido en una familia católica maronita en 1927 en la aldea de Kfar Qatra , distrito de Chouf. Se graduó de la Academia Militar Libanesa en 1952. Al mando del Ejército del Sur del Líbano, el general Lahad formó tres regimientos compuestos principalmente por drusos, chiitas y cristianos que lucharon juntos para recuperar el control del territorio libanés de todas las facciones palestinas que controlaban gran parte del Sur de Líbano. Durante su servicio, nunca cortó el contacto con la capital y todos los líderes de todas las facciones políticas y religiones lo visitaban pidiéndole ayuda en varios asuntos. Reinstaló los salarios de los soldados del ejército libanés en el sur que habían sido cortados previamente. Construyó tres hospitales importantes en Hasbará, Marjayoun y Nabatieh y rejuveneció la economía del sur del Líbano, que históricamente fue dejada a su suerte por todos los gobiernos centrales libaneses. Después de estabilizar el sur, el conflicto con Hezbolá tomó el centro del escenario, hasta la retirada unilateral de Israel del sur del Líbano. Hezbolá condenó a muerte a Lahad tras la ocupación israelí del sur del Líbano. El 17 de noviembre de 1988 una mujer de 21 años llamada Souha Bechara,  intentó asesinarlo, propinándole dos disparos en el pecho. Lahad pasó ocho semanas en el hospital y sufrió complicaciones de salud dejando su brazo izquierdo paralizado. 
Lahad viajó a París tratando de convencer a las autoridades francesas para que enviaran tropas a reemplazar a su ejército porque siempre quiso y apoyó la implementación pacífica de la Resolución 425 del Consejo de Seguridad de las Naciones Unidas. A pesar de tener familiares viviendo allí, las autoridades francesas le negaron el permiso para residir en aquel país. Lahad se mudó a Israel donde publicó en 2004 una autobiografía en hebreo titulada En medio de una tormenta: una autobiografía. En 14 de mayo de 2014, un tribunal libanés lo condenó a muerte en ausencia por alta traición, inteligencia para el enemigo y uso del secuestro, la violencia y el asesinato. Lahad murió en París el 10 de septiembre de 2015 de un ataque al corazón.